# Грязнянська сотня
Грязнянська сотня — адміністративно-територіальна і військова одиниця Сумського полку Слобідської України.
Сотенний центр — слобода Грязне (тепер влилося в село Чернеччина Краснопільського району Сумської області).

## Історія
Одна з перших згадок — грамота від березня 1690 сотнику села Грязного Краснопольського повіту на помістя біля Боромлі та вздовж Сагайдачного шляху. Відомий факт загибелі грязнянського сотника в ніч з 8 на 9 червня 1708 в бою між Сумським слобідським козацьким полком і російськими заколотниками-булавінцями, що відбувся на річці Уразовій неподалік міста Валуйки.
Сотня ліквідована до 1732 шляхом поділу її території серед сусідніх сотень Сумського полку.

## Старшини
- Петро Іванович N (?-1690 — 04-05.1695-?);
- NNN — (? — загинув 08.06.1708).